# Martin Pugh
Martin John Pugh is een Britse rockgitarist, die bekendheid kreeg nadat hij in 1968 lid was geworden van de bluesrock band Steamhammer, die 5 jaar met 4 albums bij die band bleef. Het debuutalbum van Steamhammer, ook wel bekend als Steamhammer, kwam uit in 1969 en leverde de kleine hit Junior's Wailing in Europa op. Pugh speelde ook op het eerste soloalbum An Old Raincoat Won't Ever Let You Down van Rod Stewart (ook bekend als The Rod Stewart Album).

## Biografie
Na de ontbinding van Steamhammer in 1973, sloten Pugh en Steamhammer bassist Louis Cennamo zich aan bij de voormalige Yardbirds zanger Keith Relf, (die met Cennamo had gespeeld in Renaissance en had meegewerkt bij de productie van de laatste Steamhammer-lp) en drummer Bobby Caldwell om Armageddon te formeren in 1975. Volgens albumnotities van een cd-heruitgave van hun enige album bij Repertoire Records in 1999, verstoorden drugsproblemen de werkethiek van de band, hoewel de plaat bij de publicatie lovende recensies en veel radio-uitzendtijd had gekregen. Hun ontbinding werd afgerond na de vroegtijdige dood van Relf in mei 1976.
Hoewel hij na 1975 met pensioen leek te zijn gegaan, kwam Pugh naar voren om gitaar te spelen (naast Geoff Thorpe van Vicious Rumors) tijdens studiosessies in Seattle met de op Hawaii geresideerde rock-'n-rollband 7th Order op hun debuut-cd The Lake of Memory, uitgebracht bij Big Island Sounds in 2007.
- MusicBrainz: dccda47f-bd0d-4842-8254-a590c0320558